# Kirk Shepherd
Kirk Shepherd (Margate, 5 oktober 1986) is een voormalig Engels darter, die uitkwam voor de Professional Darts Corporation. Zijn bijnaam is Martial Dartist.
In 2003 won Shepherd de Winmau World Masters bij de jeugd. In 2004 en in 2006 won hij de British Teenage Open. Hij werd twee keer uitgeroepen tot BDO Young Player of the Year, in 2005 en 2006. Eind dat jaar stapte hij over naar de PDC. De eerste 12 maanden waren niet erg succesvol; hij bereikte drie keer de laatste 32 in de PDC Pro Tour.
Shepherd plaatste zich wel via het kwalificatietoernooi voor de Ladbrokes World Darts Championship 2008. Daar bereikte hij verrassend de finale door achtereenvolgens te winnen van Terry Jenkins, Mick McGowan, Barrie Bates, Peter Manley en in de halve finale Wayne Mardle. In deze rondes kreeg hij 13 matchdarts tegen. Jenkins miste er 7, McGowan 4 en Manley 2. De finale verloor hij met 7-2 van John Part. Hij kreeg voor zijn finaleplaats een cheque van £50.000 en steeg in de Order of Merit van plaats 140 naar plaats 22. In 2008 nam Shepherd deel aan de Grand Slam of Darts maar hij verloor zijn drie wedstrijden in de groepsfase, tegen Raymond van Barneveld, Gary Mawson en Robert Thornton. In de PDC World Darts Championship 2009 werd hij in de eerste ronde door Jan van der Rassel uitgeschakeld. In augustus 2009 behaalde hij de kwart finale van de US Open voor de eerste maal, in november 2009 won hij 2 van de 3 games in de groepsfase van de Grand Slam of Darts 2009 maar werd in de tweede ronde door Kevin Painter uitgeschakeld.

## Resultaten op Wereldkampioenschappen

### PDC
- 2008: Runner-up (verloren van John Part met 2-7)
- 2009: Laatste 64 (verloren van Jan van der Rassel met 2-3)
- 2010: Laatste 16 (verloren van Mark Webster met 1-4)
- 2011: Laatste 64 (verloren van Wayne Jones met 1-3)